# Afternoon in Paris
Afternoon in Paris est un album de cool jazz et de bebop enregistré en 1956 par le guitariste français Sacha Distel et le pianiste américain John Lewis.
Ce disque est la seule collaboration entre John Lewis et les jazzmen français Sacha Distel et Barney Wilen.
Avant de devenir un chanteur de charme, Sacha Distel était dans les années 1950 « un guitariste français qui ne s'est jamais fait connaître aux États-Unis mais qui était très respecté dans le milieu du jazz français. On peut en dire autant des autres musiciens français employés sur Afternoon in Paris : ni le saxophoniste ténor Barney Wilen ni le bassiste Pierre Michelot n'étaient de grands noms aux États-Unis, bien qu'ils soient tous deux connus dans les cercles de jazz européens. »

## Historique

### Contexte

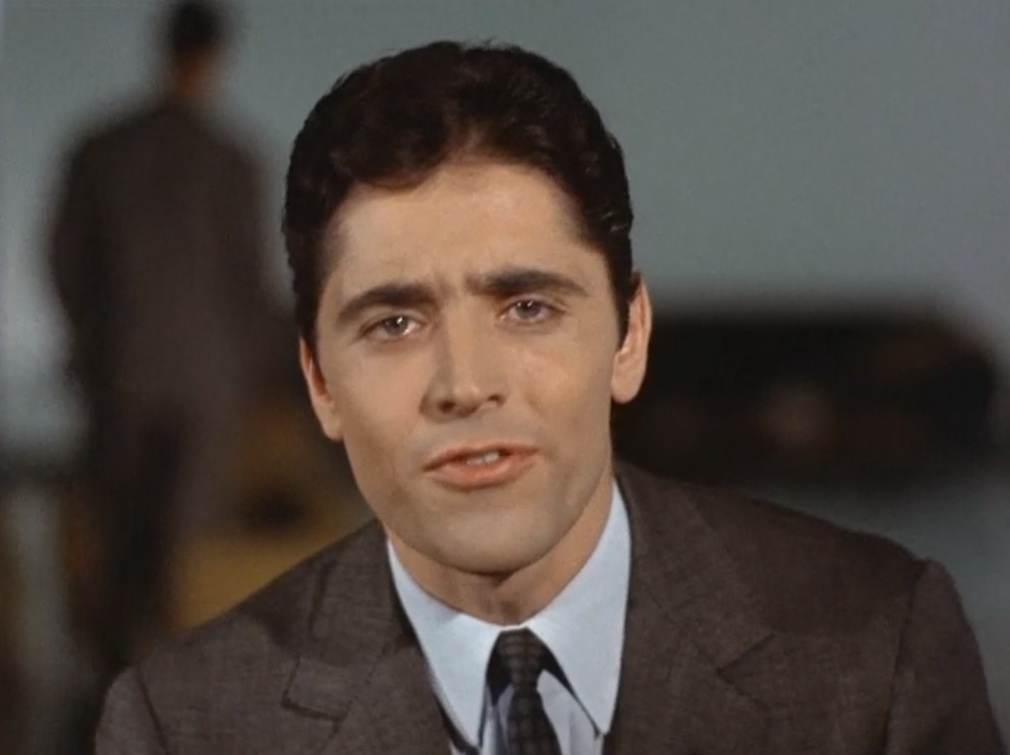
Sacha Distel.

En novembre 1956, le Modern Jazz Quartet participe avec Miles Davis, Lester Young et Bud Powell à la tournée européenne « Birdland '56 » qui s'achève en France. Le Club Saint-Germain saisit l'occasion et programme le MJQ pour deux semaines du 26 novembre au 9 décembre 1956. 
« John Lewis eut l'idée d'organiser une séance d'enregistrement dont Sacha Distel, avec qui il s'était lié d'amitié, serait le co-leader. Créé par Ray Ventura, le label Versailles donna son aval. Toutefois, en raison du contrat qui le liait à la firme Atlantic, il était impossible de s'assurer la collaboration du MJQ au complet. Milt Jackson fut laissé sur la touche, Percy Heath et Kenny Clarke formeraient la rythmique sur la moitié des morceaux, Pierre Michelot et Connie Kay les relayant pour les autres. Assuraient la continuité des interprétations, John Lewis, Sacha Distel et, à l'instigation de ce dernier, Barney Wilen ».
Pour Jazz Hot « On peut s'étonner de cette version car Atlantic et Versailles sont alors partenaires, le label de Ray Ventura venant de sortir l''édition française de l'album Fontessa du MJQ. De même, Atlantic commercialisa (avec succès) l'édition américaine d'Afternoon in Paris, et celle d’autres disques de musiciens français produits par Versailles ».

### Enregistrement, publication et rééditions

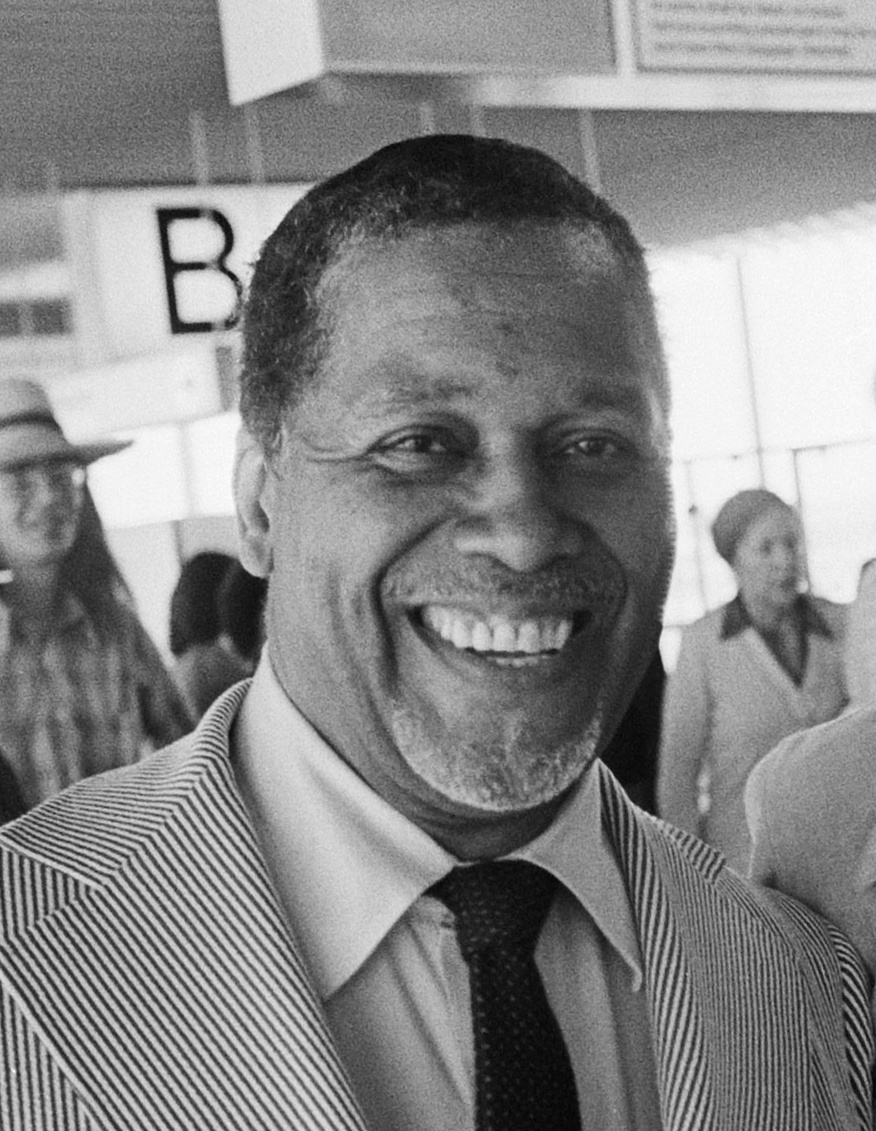
John Lewis.

Afternoon in Paris est enregistré les 4 et 7 décembre 1956 à Paris,,. Les morceaux de la face B de l'album sont enregistrés le 4 décembre par Sacha Distel et John Lewis accompagnés de Percy Heath et de Kenny Clarke, tandis que les morceaux de la face A (dont le morceau titre) sont enregistrés le 7 par le guitariste et le pianiste avec Pierre Michelot et Connie Kay.
L'album sort en 1957 en disque vinyle long play (LP) sous la référence MEDX 12005 sur le label Versailles, un label français cofondé par Bruno Coquatrix (1910-1979) et Ray Ventura (1908-1979), et dont Sacha Distel (neveu de Ray Ventura) était le directeur artistique,.
Il est réédité à plusieurs reprises en LP de 1958 à 2021 par les labels Atlantic, Oriole, Belter, Versailles et WaxTime. La notice de l'édition américaine du LP (Atlantic) est de la main de Ralph J. Gleason,,.
En 2015, Sam Records réédite le LP Versailles MEDX 12005 d'origine en fac-simile, « avec la belle photo de couverture de Jean-Claude Bernath, qui donne une dimension quasi cinématographique à cette histoire humaine et artistique ».
L'album sort également en disque compact à partir de 1998 sur les labels EastWest Japan, Koch Jazz, Collectables, Lone Hill Jazz, Atlantic, Rhino Records, Phoenix Records, Decca Records France et Poll Winner Records.

## Accueil critique
Ralph J. Gleason, auteur de la notice de l'édition américaine du LP (Atlantic), y décrit le jeu des Français de façon très positive : « Sacha Distel est un excellent guitariste au jeu chaleureux et communicatif, capable de construire des lignes de solo qui se construisent logiquement, voire inévitablement, et dont l'interprétation retient toujours l'attention. Michelot est un bon bassiste. Son tempo est excellent, ses passages solistes à l'archet sont exécutés avec facilité et ses solos sont directs et sincères. Sa sonorité n'a pas tout à fait la douceur qu'ont les meilleurs bassistes américains, mais cela pourrait changer. Wilen fut pour moi une surprise sensationnelle. Ses longs solos sur cet album sont infiniment plus gratifiants que ceux de nombreux Américains. Je pense, par exemple, à plusieurs ténors américains qui ont réalisé leurs propres LPs et qui n'ont pas encore joué un chorus aussi bon que le travail de Wilen sur cet album »,. Gleason souligne que « Paris semble être l'endroit idéal pour l'épanouissement de Lewis. Une chaleur parisienne béatifique entoure cette session » avant de conclure : « Avec cet album, nous sommes tous informés que le jazz n'est plus la propriété exclusive des Américains. L'Europe a lancé un satellite jazz qui tournera pendant longtemps ».
La revue DownBeat attribue 4½ étoiles à l'album,. Dans sa critique de l'album parue dans cette revue, le critique de jazz Leonard Feather déclare : « Le travail des trois Français sur ces morceaux rappelle de manière frappante à quel point le jazz français a rattrapé son retard. Si le MJQ devait un jour s'adjoindre un guitariste, Distel serait le choix idéal ; ses solos correspondent au tempérament de ceux de John, mêlant simplicité, bon goût et oreille harmonique moderne. Cet ensemble a les qualités du MJQ à ses meilleurs moments, avec le mérite supplémentaire d'une section rythmique et d'un travail solo qui swinguent fortement »,. Feather constate par ailleurs que « Wilen, un musicien prodige de 19 ans venu de Nice, pratique un jeu de ténor dont la sonorité pourrait par instants être confondue avec celle d'un baryton ».
Le site AllMusic attribue 4 étoiles à l'album Afternoon in Paris. Le critique musical Alex Henderson d'AllMusic souligne que « le groupe d'improvisateurs mi-américain, mi-français propose un album bop supérieur à la moyenne qui va de Willow Weep for Me, All The Things You Are et I Cover the Waterfront à Bags' Groove de Milt Jackson et à la chanson titre de Lewis. Wilen n'avait que 19 ans lorsqu'Afternoon in Paris a été enregistré, mais comme le montrent ses solos à la fois lyriques et percutants, il a rapidement mûri en tant que saxophoniste. Il faut noter que tous les Américains présents sur cet album avaient été membres du Modern Jazz Quartet ; le seul membre du MJQ qui n'est pas de la partie est le vibraphoniste Jackson ».
Dans Jazz Journal, en 2019, John White estime que « La bonne surprise est la façon dont Wilen, Michelot et Distel se combinent avec leurs cousins américains. Distel, plus connu par la suite comme chanteur de charme et compagnon de Brigitte Bardot à une certaine époque, était un guitariste accompli, construisant des solos délicats. Wilen et Michelot n'étaient pas encore des noms connus du jazz aux États-Unis, mais ils avaient un public de plus en plus nombreux en Europe. Wilen réalise plusieurs longs solos. Ils sont tous bons, mais il est à son avantage sur All the Things (avec une contribution de Distel), tout comme Michelot, qui fait constamment preuve d'un excellent sens du tempo et d'une grande dextérité en solo ».
Toujours en 2019, dans Jazz Hot, Jérôme Partage souligne que « Les qualités d’expression de chacun des protagonistes font de cet enregistrement un témoignage édifiant du niveau de la scène parisienne de l'époque, fertilisée par la présence américaine. Face à la stature d'un John Lewis, magnifique d’élégance et de swing, et du talent étonnant du rollinsien Barney Wilen, Sacha Distel, 23 ans, apparaît comme un digne représentant de l'école Jimmy Raney ».

## Titres
| 1. | I Cover The Waterfront | Edward Heyman, Johnny Green | 6:49 |
| 2. | Dear Old Stockholm     | Traditionnel                | 6:10 |
| 3. | Afternoon in Paris     | John Lewis                  | 9:26 |

| 1. | All The Things You Are | Jerome Kern, Oscar Hammerstein II | 5:19 |
| 2. | Bags' Groove           | Milt Jackson                      | 6:14 |
| 3. | Willow Weep For Me     | Ann Ronell                        | 9:42 |

## Musiciens
- Sacha Distel : guitare
- John Lewis : piano
- Barney Wilen : saxophone ténor

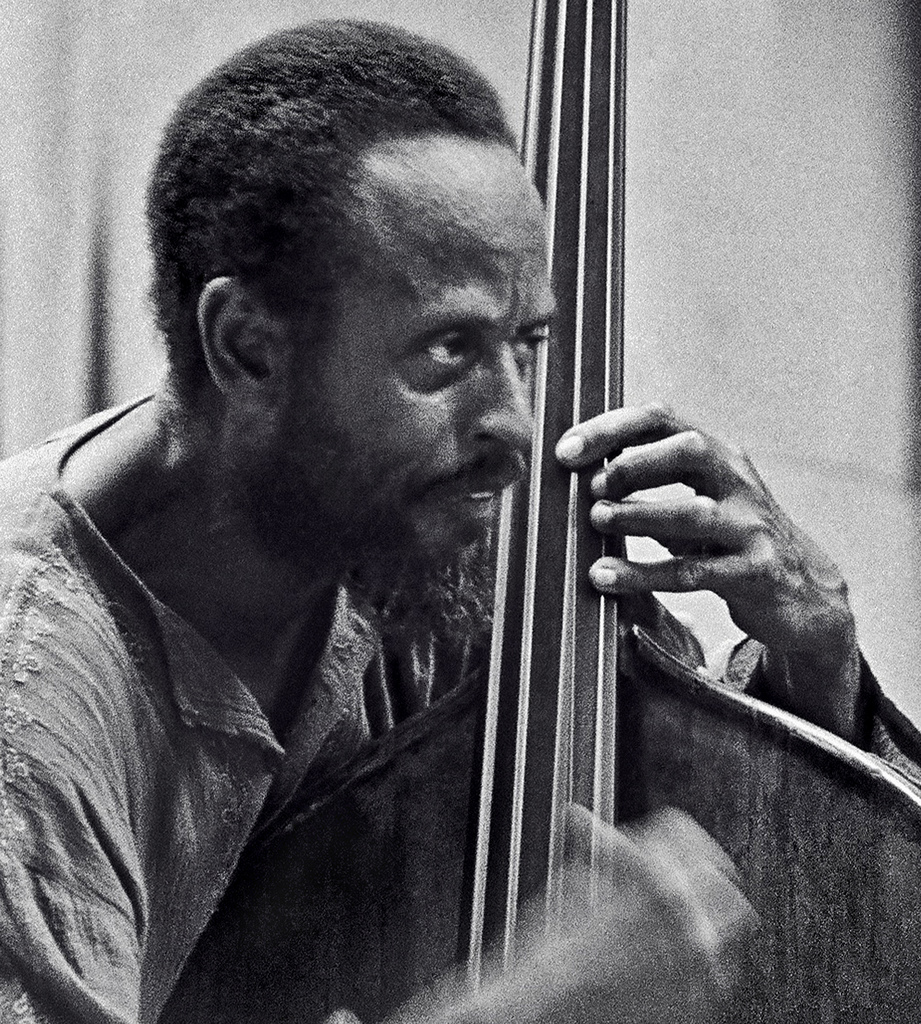
Percy Heath.

- Pierre Michelot : contrebasse (face A)
- Connie Kay : batterie (face A)
- Percy Heath : contrebasse (face B)
- Kenny Clarke : batterie (face B)